# MTV Video Music Awards 1994
Gli MTV Video Music Awards 1994 sono stati l'11ª edizione dell'omonimo premio musicale. La cerimonia di premiazione si è tenuta presso il Radio City Music Hall di New York l'8 settembre 1994.
Lo spettacolo è stato condotto da Roseanne Barr.

## Cerimonia
La serata è stata aperta da un'apparizione a sorpresa di Michael Jackson e dell'allora sua consorte Lisa Marie Presley; il cantante, dopo aver dato il benvenuto al pubblico alla cerimonia, si è lanciato in un lungo bacio sulla bocca con la Presley lasciando il pubblico e gli ospiti sgomenti e rubando la scena ad ogni altro ospite presente, dato che il giorno dopo tutte le principali pagine dei giornali e delle trasmissioni di gossip non parlarono d'altro. I R.E.M. sono stati coloro che hanno vinto più statuette durante la serata, portando a casa 4 premi tecnici per il loro video di Everybody Hurts, seguiti dal gruppo hip-hop Salt-n-Pepa e il gruppo rock Aerosmith, entrambi con 3 moonman a testa. Il video degli Aerosmith per Cryin', in particolare, ha vinto i 2 principali premi della serata: Video of the Year (Video dell'anno) e Viewer's Choice (Premio del pubblico).

### Esibizioni
- Aerosmith in Walk This Way
- Boyz II Men in I'll Make Love to You
- The Smashing Pumpkins in Disarm
- The Rolling Stones in Love Is Strong/Start Me Up
- Green Day in Armatage Shanks
- Beastie Boys in Sabotage
- Leningrad Cowboys e il Coro dell'Armata Rossa in Sweet Home Alabama
- Salt-n-Pepa in Push It/None of Your Business/Whatta Man/Shoop
- Tom Petty and the Heartbreakers in Mary Jane's Last Dance
- Snoop Doggy Dogg in Murder Was the Case (DeathAfterVisualizingEternity)
- Stone Temple Pilots in Pretty Penny
- Bruce Springsteen in Streets of Philadelphia

## Vincitori e candidati
I vincitori sono indicati in grassetto:

### Video dell'anno
- Aerosmith — Cryin'
- Beastie Boys — Sabotage
- Nirvana — Heart-Shaped Box
- R.E.M. — Everybody Hurts

### Miglior video di un artista maschile
- Tom Petty and the Heartbreakers — Mary Jane's Last Dance
- Beck — Loser
- Tony Bennett — Steppin' Out with My Baby
- Bruce Springsteen — Streets of Philadelphia

### Miglior video di un'artista femminile
- Janet Jackson — If
- Björk — Human Behaviour
- Sheryl Crow — Leaving Las Vegas
- Me'Shell NdegéOcello — If That's Your Boyfriend (He Wasn't Last Night)

### Miglior video di un gruppo
- Aerosmith — Cryin'
- Beastie Boys — Sabotage
- Green Day — Longview
- R.E.M. — Everybody Hurts

### Miglior artista esordiente
- Counting Crows — Mr. Jones
- Beck — Loser
- Björk — Human Behaviour
- Green Day — Longview
- Lisa Loeb and Nine Stories — Stay (I Missed You)
- Me'Shell NdegéOcello — If That's Your Boyfriend (He Wasn't Last Night)

### Miglior video Metal/Hard Rock
- Soundgarden — Black Hole Sun
- Aerosmith — Cryin'
- Anthrax — Black Lodge
- Rollins Band — Liar

### Miglior video R&B
- Salt-n-Pepa (feat. En Vogue) — Whatta Man
- Brand New Heavies — Dream on Dreamer
- Toni Braxton — Breathe Again
- R. Kelly — Bump n' Grind

### Miglior video Rap
- Snoop Doggy Dogg — Doggy Dogg World
- Coolio — Fantastic Voyage
- Cypress Hill — Insane in the Brain
- Dr. Dre — Let Me Ride

### Miglior video Dance
- Salt-n-Pepa (feat. En Vogue) — Whatta Man
- En Vogue — Runaway Love
- Janet Jackson — If
- Us3 — Cantaloop (Flip Fantasia)
- Crystal Waters — 100% Pure Love

### Miglior video Alternative
- Nirvana — Heart-Shaped Box
- Beck — Loser
- Green Day — Longview
- The Smashing Pumpkins — Disarm

### Miglior video tratto da un film
- Bruce Springsteen — Streets of Philadelphia (da Philadelphia)
- Backbeat Band — Money (da Backbeat)
- Madonna — I'll Remember (da With Honors)
- Sinéad O'Connor — You Made Me the Thief of Your Heart (da In The Name of the Father)

### Miglior video svolta
- R.E.M. — Everybody Hurts
- Beastie Boys — Sabotage
- Björk — Human Behaviour
- Deep Forest — Sweet Lullaby
- Nine Inch Nails — Closer

### Miglior regia
- R.E.M. — Everybody Hurts (Jake Scott)
- Aerosmith — Amazing (Marty Callner)
- Beastie Boys — Sabotage (Spike Jonze)
- Deep Forest — Sweet Lullaby (Tarsem)

### Migliori coreografia
- Salt-n-Pepa (feat. En Vogue) — Whatta Man (Frank Gatson e  Randy Connor)
- Hammer — Pumps and a Bump (Choreographers: Hammer e Randi G.)
- Janet Jackson — If (Tina Landon)
- Us3 — Cantaloop (Flip Fantasia) (Toledo)

### Migliori effetti speciali
- Peter Gabriel — Kiss That Frog (Special Effects: Brett Leonard e Angel Studios)
- Aerosmith — Amazing (Cream Cheese Films e Video Image)
- Björk — Human Behaviour (Michel Gondry)
- Tool — Prison Sex (Adam Jones)

### Miglior scenografia
- Nirvana — Heart-Shaped Box (Bernadette Disanto)
- Aerosmith — Amazing (Ted Baffalucus)
- Björk — Human Behaviour (Michel Gondry)
- Nine Inch Nails — Closer (Tom Foden)

### Miglior montaggio
- R.E.M. — Everybody Hurts (Pat Sheffield)
- Aerosmith — Amazing (Troy Okoniewski e Jay Torres)
- Björk — Human Behaviour (Michel Gondry)
- Deep Forest — Sweet Lullaby (Robert Duffy)
- Peter Gabriel — Kiss That Frog (Craig Wood)
- Meat Puppets — Backwater (Katz)
- The Smashing Pumpkins — Disarm (Pat Sheffield)
- Stone Temple Pilots — Vasoline (Kevin Kerslake)

### Miglior fotografia
- R.E.M. — Everybody Hurts (Harris Savides)
- Aerosmith — Amazing (Gabriel Beristain)
- Deep Forest — Sweet Lullaby (Tarsem e Denise Milford)
- Nirvana — Heart-Shaped Box (John Mathieson)

### Viewer's Choice
- Aerosmith — Cryin'
- Beastie Boys — Sabotage
- Nirvana — Heart-Shaped Box
- R.E.M. — Everybody Hurts

### Premio alla carriera (Michael Jackson Video Vanguard Award)
- Tom Petty

### Lifetime Achievement Award
- The Rolling Stones

## International Viewer's Choice Awards

### MTV Brasil
- Sepultura — Territory
- Chico Science — A Cidade
- Legião Urbana — Perfeição
- Raimundos — Nêga Jurema
- Caetano Veloso & Gilberto Gil — Haiti

### MTV Europe
- Take That — Babe
- The Cranberries — Linger
- D:Ream — Things Can Only Get Better
- Enigma — Return to Innocence
- U2 — Stay (Faraway, So Close!)
- Whale — Hobo Humpin' Slobo Babe

### MTV Japan
- Hide — Eyes Love You
- Chara — Tsumibukako Aishiteyo
- Original Love — The Rover
- Seikima-II — Tatakau Nihonjin
- Izumi Tachibana — Vanilla

### MTV Latin America
- Los Fabulosos Cadillacs — El Matador
- Caifanes — Afuera
- La Ley — Tejedores de Ilusión
- Mano Negra — El Señor Matanza